# Wahlkreis Charlottenburg-Wilmersdorf 1
Der Wahlkreis Charlottenburg-Wilmersdorf 1 ist ein Abgeordnetenhauswahlkreis in Berlin. Er gehört zum Wahlkreisverband Charlottenburg-Wilmersdorf und umfasst den Ortsteil Charlottenburg-Nord sowie vom Ortsteil Charlottenburg die Wohngebiete Kalowswerder rund um den Mierendorffplatz und Alt-Lietzow nordöstlich der Otto-Suhr-Allee.

## Abgeordnetenhauswahl 2023
Bei der Wahl zum Abgeordnetenhaus von Berlin 2023 traten folgende Kandidaten an:
| Name                              | Partei           | Anteil der Erststimmen | Anteil der Zweitstimmen |
| --------------------------------- | ---------------- | ---------------------- | ----------------------- |
| Stefan Häntsch                    | CDU              | 28,3 %                 | 27,4 %                  |
| Christian Hochgrebe               | SPD              | 23,3 %                 | 20,8 %                  |
| Jana Brix                         | Grüne            | 21,2 %                 | 20,2 %                  |
| Henriette Kupke                   | Die Linke        | 08,1 %                 | 08,8 %                  |
| Marc Vallendar                    | AfD              | 07,8 %                 | 08,0 %                  |
| Jens Wollschlaeger                | FDP              | 04,9 %                 | 05,4 %                  |
| Maria Stupka                      | Tierschutzpartei | 03,2 %                 | 02,5 %                  |
| Annett von der Heydt              | Die PARTEI       | 01,7 %                 | 01,2 %                  |
| Heike Franziska Bartsch           | dieBasis         | 00,9 %                 | 00,7 %                  |
| Eva-Maria Wessling                | Freie Wähler     | 00,4 %                 | 00,3 %                  |
| Murad Sah                         | Einzelbewerber   | 00,2 %                 | 0–                      |
| –                                 | Volt             | –                      | 01,0 %                  |
| –                                 | Sonstige         | –                      | 03,7 %                  |
| Wahlberechtigte: 28.127 Einwohner |                  |                        |                         |
| Wahlbeteiligung: 57,1 %           |                  |                        |                         |

## Abgeordnetenhauswahl 2021
Bei der im Nachhinein für ungültig erklärten Wahl zum Abgeordnetenhaus von Berlin 2021 traten folgende Kandidaten an:
| Name                              | Partei           | Anteil der Erststimmen | Anteil der Zweitstimmen |
| --------------------------------- | ---------------- | ---------------------- | ----------------------- |
| Christian Hochgrebe               | SPD              | 27,6 %                 | 24,4 %                  |
| Jana Brix                         | Grüne            | 21,5 %                 | 20,3 %                  |
| Stefan Häntsch                    | CDU              | 18,4 %                 | 17,4 %                  |
| Henriette Kupke                   | Die Linke        | 08,7 %                 | 09,4 %                  |
| Jens Wollschlaeger                | FDP              | 07,9 %                 | 08,2 %                  |
| Marc Vallendar                    | AfD              | 07,3 %                 | 07,3 %                  |
| Maria Stupka                      | Tierschutzpartei | 03,4 %                 | 02,2 %                  |
| Annett von der Heydt              | Die PARTEI       | 02,3 %                 | 01,9 %                  |
| Heike Franziska Bartsch           | dieBasis         | 01,7 %                 | 01,2 %                  |
| Eva-Maria Wessling                | Freie Wähler     | 01,1 %                 | 00,7 %                  |
| Murad Sah                         | Einzelbewerber   | 00,2 %                 | 0–                      |
| –                                 | Team Todenhöfer  | –                      | 01,7 %                  |
| –                                 | Volt             | –                      | 01,3 %                  |
| –                                 | Sonstige         | –                      | 04,0 %                  |
| Wahlberechtigte: 28.619 Einwohner |                  |                        |                         |
| Wahlbeteiligung: 70,9 %           |                  |                        |                         |

## Abgeordnetenhauswahl 2016
Bei der Wahl zum Abgeordnetenhaus von Berlin 2016 traten folgende Kandidaten an:
| Name                              | Partei           | Anteil der Erststimmen | Anteil der Zweitstimmen |
| --------------------------------- | ---------------- | ---------------------- | ----------------------- |
| Fréderic Verrycken                | SPD              | 29,0 %                 | 24,1 %                  |
| Joachim Krüger                    | CDU              | 19,3 %                 | 18,1 %                  |
| Jenny Wieland                     | Grüne            | 15,6 %                 | 16,1 %                  |
| Jan von Ertzdorff-Kupffer         | AfD              | 14,6 %                 | 14,4 %                  |
| Katja Kaba                        | Die Linke        | 08,8 %                 | 10,0 %                  |
| Jens Wollschlaeger                | FDP              | 07,5 %                 | 08,1 %                  |
| Angelika Brinkmann                | Piraten          | 02,2 %                 | 01,9 %                  |
| Siegfried Reinicke                | Die PARTEI       | 02,2 %                 | 01,8 %                  |
| Günter Czichon                    | pro Deutschland  | 00,7 %                 | 00,4 %                  |
| –                                 | Tierschutzpartei | 0–                     | 02,0 %                  |
| –                                 | Graue Panther    | 0–                     | 01,3 %                  |
| –                                 | Sonstige         | 0–                     | 01,8 %                  |
| Wahlberechtigte: 29.619 Einwohner |                  |                        |                         |
| Wahlbeteiligung: 61,4 %           |                  |                        |                         |

|

## Abgeordnetenhauswahl 2011
Bei der Wahl zum Abgeordnetenhaus von Berlin 2011 traten folgende Kandidaten an:
| Name                              | Partei           | Anteil der Erststimmen | Anteil der Zweitstimmen |
| --------------------------------- | ---------------- | ---------------------- | ----------------------- |
| Fréderic Verrycken                | SPD              | 36,1 %                 | 33,8 %                  |
| Joachim Krüger                    | CDU              | 29,1 %                 | 25,0 %                  |
| Sehernaz Jähnel                   | Grüne            | 21,1 %                 | 17,8 %                  |
| Ursula Kröning-Pohl               | Die Linke        | 06,1 %                 | 04,7 %                  |
| Friedrich Lautemann               | Pro Deutschland  | 04,5 %                 | 01,8 %                  |
| Ann-Margret von dem Knesebeck     | FDP              | 02,0 %                 | 01,9 %                  |
| Horst Krell                       | BüSo             | 01,2 %                 | 00,2 %                  |
| –                                 | Piraten          | –                      | 08,6 %                  |
| –                                 | Tierschutzpartei | –                      | 01,9 %                  |
| –                                 | NPD              | –                      | 01,5 %                  |
| –                                 | Sonstige         | –                      | 02,8 %                  |
| Wahlberechtigte: 29.935 Einwohner |                  |                        |                         |
| Wahlbeteiligung: 55,9 %           |                  |                        |                         |

## Abgeordnetenhauswahl 2006
Bei der Wahl zum Abgeordnetenhaus von Berlin 2006 traten folgende Kandidaten an:
| Name                              | Partei    | Anteil der Erststimmen |
| --------------------------------- | --------- | ---------------------- |
| Felicitas Tesch                   | SPD       | 40,6 %                 |
| Uwe Goetze                        | CDU       | 29,4 %                 |
| Elfi Jantzen                      | Grüne     | 13,1 %                 |
| Lauri Lehmann                     | FDP       | 08,5 %                 |
| Nurda Tazegül                     | Die Linke | 05,6 %                 |
| René Kremser                      | BüSo      | 02,8 %                 |
| Wahlberechtigte: 30.018 Einwohner |           |                        |
| Wahlbeteiligung: 56,4 %           |           |                        |

## Abgeordnetenhauswahl 2001
Bei der Wahl zum Abgeordnetenhaus von Berlin 2001 traten folgende Kandidaten an:
| Name                              | Partei         | Anteil der Erststimmen |
| --------------------------------- | -------------- | ---------------------- |
| Felicitas Tesch                   | SPD            | 40,3 %                 |
| Uwe Goetze                        | CDU            | 34,0 %                 |
| Helmut Metzner                    | FDP            | 10,0 %                 |
| Andreas Koska                     | Grüne          | 08,7 %                 |
| Mesrure Baydaroglu                | PDS            | 05,2 %                 |
| Horst Kreil                       | Einzelbewerber | 01,8 %                 |
| Wahlberechtigte: 30.781 Einwohner |                |                        |
| Wahlbeteiligung: 67,4 %           |                |                        |

## Abgeordnetenhauswahl 1999
Bei der Wahl zum Abgeordnetenhaus von Berlin 1999 traten folgende Kandidaten an:
| Name                              | Partei         | Anteil der Erststimmen |
| --------------------------------- | -------------- | ---------------------- |
| Uwe Goetze                        | CDU            | 51,5 %                 |
| Felicitas Tesch                   | SPD            | 29,3 %                 |
| Hartwig Berger                    | Grüne          | 09,2 %                 |
| Peter Kaukel                      | PDS            | 03,9 %                 |
| Dieter Peuker                     | Graue          | 02,3 %                 |
| Christian Stähr                   | FDP            | 01,7 %                 |
| Carola Sieke                      | WBK            | 00,9 %                 |
| Michael Lauer                     | ödp            | 00,4 %                 |
| Ramazan Ciftci                    | DPD            | 00,4 %                 |
| Hermann Voss                      | Einzelbewerber | 00,4 %                 |
| Wahlberechtigte: 31.268 Einwohner |                |                        |
| Wahlbeteiligung: 64,1 %           |                |                        |

## Abgeordnetenhauswahl 1995
Bei der Wahl zum Abgeordnetenhaus von Berlin 1995 erhielt Siegfried Helias (CDU) die meisten Erststimmen.

## Bisherige Abgeordnete
Direkt gewählte Abgeordnete des Wahlkreises Charlottenburg-Wilmersdorf 1 (bis 1999 Charlottenburg 1):
| Jahr | Name                | Partei | Anteil der Erststimmen |
| ---- | ------------------- | ------ | ---------------------- |
| 2023 | Stefan Häntsch      | CDU    | 28,3 %                 |
| 2021 | Christian Hochgrebe | SPD    | 27,5 %                 |
| 2016 | Fréderic Verrycken  | SPD    | 29,0 %                 |
| 2011 | Fréderic Verrycken  | SPD    | 36,1 %                 |
| 2006 | Felicitas Tesch     | SPD    | 40,6 %                 |
| 2001 | Felicitas Tesch     | SPD    | 40,3 %                 |
| 1999 | Uwe Goetze          | CDU    | 51,5 %                 |
| 1995 | Siegfried Helias    | CDU    | 46,0 %                 |